# رود بیتیوگ
رود بیتیوگ (انگلیسی: Bityug) یک رودخانه در استان ورونژ کشور روسیه است.